# Августа Пруска (1780 – 1841)
Христина Фридерика Августа фон Прусия (на немски: Christine Friederike Auguste von Preußen; * 1 май 1780, Потсдам; † 19 февруари 1841, Касел) от фамилията Хоенцолерн, е принцеса от Кралство Прусия и чрез женитба курфюрстиня на Хесен.

## Произход
Тя е дъщеря на пруския крал Фридрих Вилхелм II (1744 – 1797) и втората му съпруга принцеса Фредерика Луиза фон Хесен-Дармщат (1751 – 1805), дъщеря на ландграф Лудвиг IX фон Хесен-Дармщат и Каролина фон Пфалц-Цвайбрюкен. Сестра е на крал Фридрих Вилхелм III (1770 – 1840) и на Вилхелмина (1774 – 1837), кралица на Нидерландия.

## Фамилия
Августа се омъжва на 13 февруари 1797 г. в Берлин за по-късния курфюрст Вилхелм II фон Хесен-Касел (1777 – 1847). От 1815 г. Августа и курфюрст Вилхелм II живеят разделено. Те имат децата:
- Вилхелм Фридрих Карл Лудвиг (1798 – 1802)
- Каролина (1799 – 1854)
- Луиза Фридерика (1801 – 1803)
- Фридрих Вилхелм I (1802 – 1875) ∞ Гертруда Леман (1806 – 1882)
- Мария Фридерика Христина (1804 – 1888), ∞ 23 март 1825 Бернхард II, херцог на Саксония-Майнинген (1800 – 1882)
- Фридрих Вилхелм Фердинанд (1806 – 1806)

Вилхелм живее от 1812 г. с по-късната си съпруга Емилия Ортлеп (1791 – 1843). На 15 септември 1831 г. той предава управлението на синът си Фридрих Вилхелм I.